# 達悟族銀盔
達悟族銀盔，男子會在重要場合（如新船下水、新屋落成、驅靈或招飛魚等儀式），配戴家中珍藏的銀盔，也會在海邊用銀盔向海招魚以祈求豐收。達悟族是臺灣原住民族中，少數擁有冶金技術並應用在生活之中的民族，但蘭嶼並不產銀礦，因此來自島外的銀，經過當地族人的轉化，被賦予了當地的文化意義，打造成具有靈氣的銀盔。

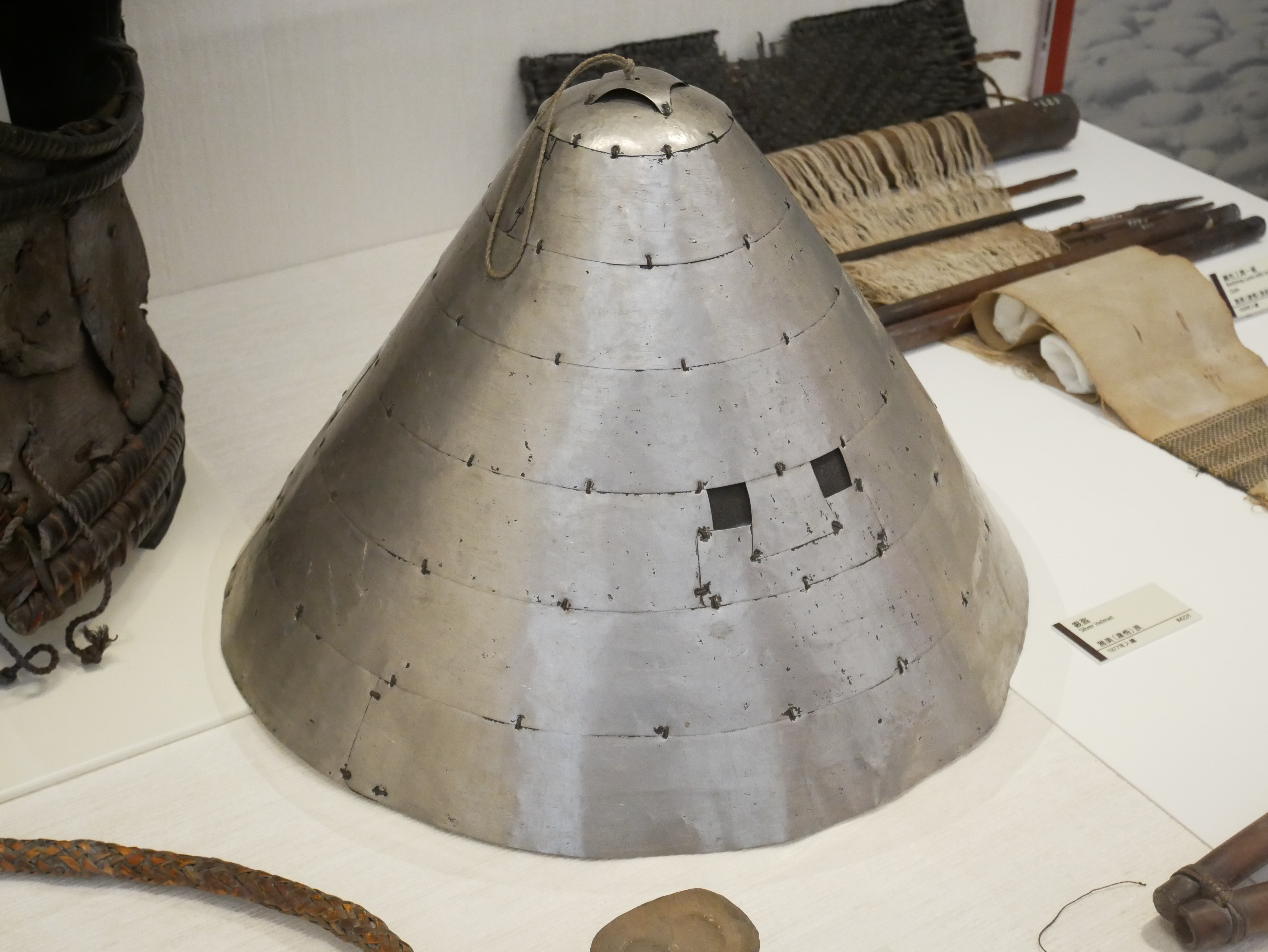
以錫製作的雅美族銀盔模型

## 儀式及使用
達悟族男子在新船下水、新屋落成、驅靈或招飛魚等儀式進行時，會穿戴或手持銀盔，藉此防禦亡靈所帶來的危害。這正是因為達悟族人重視靈魂，尤其是anito（亡者的靈魂）最令人感到畏懼，生活中不好的事情常可歸咎於anito的作祟。 
平常銀盔是收納在特製的有蓋籐籠中，只有上述特殊場合才由男子取出進行穿戴。銀盔穿戴時會罩住整個頭部，正面有兩個方孔置於眼睛部位。在飛魚季剛開始的時候，男子也會手持銀盔在海邊向海招揮，邀請魚群、祈求豐收之意；同時，將銀盔懸掛於魚架上的魚乾中間，則有尊敬魚類而誘集魚類的意義。而盔頂上繫有一條麻繩，正是便於懸掛與手持的作用。由於銀料珍貴，對族人來說，銀盔一直都是重要的傳家寶。

## 來源及意義
由於蘭嶼當地並不產銀礦，因此銀盔的製作原料推測來自於銀幣，是在16、17世紀西洋商船前來亞洲進行貿易所帶來的。族人經由物品交換，或打撈遇難沈船而取得銀幣，並將外來物轉化，打造成為可防禦亡靈的達悟族銀盔，重新賦予外來物當地的文化意義。

## 口述歷史
在當地達悟族的口傳傳說中，也有留下對於金屬來源的記憶。神話中，最早降生在蘭嶼島上的達悟族人是石生人與竹生人，某天石生人和竹生人的孫子分別往西方和東方探索，石生人在漁人部落（Iratay）的海邊發現一箱鐵器（亦有一說是銀器），而竹生人則在野銀部落（Ivalino）裡發現一箱金子。由於金子太過軟，不能製作生產工具，所以竹生人的孫子拿一部份的金子與石生人的孫子交換銀器，從此金子成為達悟族人交易的重要物品之一。:150-152類似的情節也出現在其他部落，例如，據傳銀是由一名住在紅頭部落（Imaorod）名叫希馬努由（Simanoyo）的人所發現的，他有一天晚上出去捕魚，卻沒有抓到魚，反而網到一個大箱子，打開後發現裡面裝滿了銀幣，後來族人知道之後紛紛找他們交換銀幣，拿來製成了銀盔。無論那一個版本，這些傳說都與研究者所推論的，有很大程度的相似情節。